# Вазиани (Гардабанский муниципалитет)
Вазиани (груз. ვაზიანი) — село в Грузии, на территории Гардабанского муниципалитета края (мхаре) Квемо-Картли.

## География
Село находится в юго-восточной части Грузии, в пределах равнины Самгори, на расстоянии приблизительно 23 километров (по прямой) к северо-северо-западу от города Гардабани, административного центра муниципалитета. Абсолютная высота — 586 метров над уровнем моря.

## Население
По результатам официальной переписи населения 2014 года в Вазиани проживало 3686 человек (1714 мужчин и 1972 женщины). В национальной структуре населения грузины составляли 90 %, азербайджанцы — 5,2 %, армяне — 2,1 %.
| Год  | Население, человек |
| ---- | ------------------ |
| 2002 | 2694               |
| 2014 | ↗ 3686             |